# Crepidospermum cuneifolium
Crepidospermum cuneifolium är en tvåhjärtbladig växtart som först beskrevs av José Cuatrecasas, och fick sitt nu gällande namn av D.C. Daly. Crepidospermum cuneifolium ingår i släktet Crepidospermum och familjen Burseraceae. Inga underarter finns listade i Catalogue of Life.